# Лансол, Мария Габриэла
Мария Габриэла Лансол Нуниш да Кунья Родригиш Жоакин (порт. Maria Gabriela Llansol Nunes da Cunha Rodrigues Joaquim, 24 ноября 1931, Лиссабон — 3 марта 2008, Синтра) — португальская писательница испанского происхождения, одна из крупнейших новаторских фигур в португальской словесности второй половины XX века.

## Биография
Отец — бухгалтер на бумажной фабрике, мать — домохозяйка. Окончила Лиссабонский университет (1955), где изучала право и педагогику. В 1965 вместе с мужем эмигрировала от салазаровской диктатуры в Бельгию, где супруги основали в валлонской деревушке Эрбе (фр. Herbais) кооперативную школу; в школе, среди других, занимались дети с синдромом Дауна и симптомами аутизма. В 1984 оба супруга вернулись в Португалию. В 2004 муж писательницы умер.
Сама она скончалась от рака. После неё осталось большое архивное наследие, которое публикуется в Португалии и Бразилии.

## Творчество
В своем творчестве, часто принимавшем формы дневника, записной книжки и не умещавшемся в рамки общепринятых жанров, Лансол обращалась к наследию европейских мистиков (Экхарт), бунтарей и утопистов (Томас Мюнцер), философии Спинозы, музыке Баха, лирике Гёльдерлина и Эмили Дикинсон.
Переводила Бодлера, Верлена, Рембо, Аполлинера, Эмили Дикинсон, Рильке, Терезу из Лизьё.
Проза писательницы переведена на английский, французский, немецкий, испанский, итальянский, нидерландский языки.

## Произведения

### Прижизненные публикации
- Гвозди в траве/ Os Pregos na Erva (1962)
- После Гвоздей в траве/ Depois de Os Pregos na Erva (1973)
- Книга общности/ O Livro das Comunidades (1977)
- A Restante Vida (1983)
- Na Casa de Julho e Agosto (1984)
- Causa Amante (1984)
- Um Falcão no Punho. Diário I (1985, премия Дона Диниша)
- Contos do Mal Errante (1986)
- Finita. Diário II (1987)
- Da Sebe ao Ser (1988)
- Любить собаку/ Amar um Cão (1990)
- O Raio sobre o Lápis (1990)
- Um Beijo Dado mais tarde (1990, Большая премия Ассоциации португальских писателей за роман)
- Hölder, de Hölderlin (1993)
- Lisboaleipzig I. O encontro inesperado do diverso (1994)
- Lisboaleipzig II. O ensaio de música (1995)
- Inquérito às Quatro Confidências. Diário III (1996)
- A Terra Fora do Sítio (1998)
- Carta ao Legente (1998)
- Ardente Texto Joshua (1999)
- Onde Vais, Drama-Poesia? (2000)
- Cantileno'' (2000)
- Parasceve. Puzzles e Ironias'' (2001)
- O Senhor de Herbais. Breves ensaios literários sobre a reprodução estética do mundo, e suas tentações (2002)
- O Começo de Um Livro é Precioso (2003)
- Действо о свободе души/ O Jogo da Liberdade da Alma (2003)
- Он и она/ Amigo e Amiga. Curso de silêncio de 2004 (2006, Большая премия Ассоциации португальских писателей за роман)
- Os cantores de leitura (2007)

### Посмертные публикации
- Uma data em cada mão: Livro de horas (2009)
- Um arco singular: livro de horas II, Jodoigne, 1977—1978 (2010)
- Europa em sobreimpressão: Llansol e as dobras da história (2011)